# Centro per gli studi sulla tradizione manoscritta di autori moderni e contemporanei
Il Centro per gli studi sulla tradizione manoscritta di autori moderni e contemporanei (Già "Centro di ricerca sulla tradizione manoscritta di autori moderni e contemporanei", noto anche come "Centro Manoscritti"), fondato da Maria Corti nel 1980, è deputato alla conservazione e allo studio del patrimonio archivistico e bibliografico moderno e contemporaneo. Il centro, fra i più importanti in Italia nel suo genere, conserva raccolte di materiale documentario (manoscritti, dattiloscritti, epistolari, prime edizioni, fotografie, disegni, arredi, dipinti e altri oggetti) relativo a scrittori, intellettuali, editori, artisti e scienziati degli ultimi due secoli. Inoltre il Centro dispone di 409 periodici.

## Storia
Il Centro per gli studi sulla tradizione manoscritta di autori moderni e contemporanei è un "Centro di Servizio" dell'Università di Pavia. Fondato nel 1980 con Decreto Rettorale del 24 gennaio 1980, fa capo al "Fondo Manoscritti di autori moderni e contemporanei", costituito presso l’ateneo pavese con atto notarile del 18 dicembre 1973 da Maria Corti insieme a un gruppo di studiosi e filologi della scuola pavese.
Il Centro gestisce un archivio di scritti, manoscritti e appunti vari, donati da scrittori e poeti del Novecento a partire dal nucleo originario con manoscritti di Eugenio Montale, Carlo Emilio Gadda e Romano Bilenchi. Tra i più di duecento fondi d'autore conservati si ricordano quelli di Mario Luzi, Guido Morselli, Alfonso Gatto, Alberto Arbasino, Italo Calvino, Anna Banti, Indro Montanelli, Carlo Levi, Umberto Saba, Amelia Rosselli, Giorgio Manganelli, Luigi Meneghello, Antonio Pizzuto, Paolo Volponi, Goffredo Parise, Luigi Malerba.
Il Centro conduce anche una intensa attività editoriale. Dal 1984 cura la pubblicazione (con la casa editrice Interlinea) della rivista "Autografo" e della collana Biblioteca di "Autografo". Con le Edizioni di Storia e Letteratura, Einaudi e altre case editrici, cataloghi, inventari, bibliografie, atti di convegni, edizioni di testi.

## La sede

Maria Corti (Milano, 1915-2002)

Il centro è ospitato all’interno del complesso dell’ex ospedale San Matteo, sorto a partire dal 1449 e caratterizzato, come molti altri ospedali rinascimentale, dall’impianto a croce. Nel 1932, quando furono terminati i lavori del nuovo policlinico San Matteo, il complesso venne ceduto all’università, il cui palazzo Centrale confinava con l’ex ospedale. Il centro si trova in uno dei cortili porticati, quello di sud-ovest, detto Sforzesco, così denominato delle decorazioni in terracotta raffiguranti la mela cotogna, emblema araldico di Francesco Sforza, realizzate dal cremonese Cristoforo de Stauris. Internamente, quasi tutti gli ambienti presentano ancora l’originaria copertura lignea quattrocentesca.

## I fondi archivistici
Il centro conserva numerosi fondi archivistici, tra i quali ricordiamo:
- Fondo Agosti, donato nel 2018 da Stefano Agosti (Caprino Veronese, 1930- Negrar, 2019), docente di Lingua e Letteratura Francese presso l’Università di Venezia, conserva manoscritti e dattiloscritti principalmente di critica letteraria e la corrispondenza di Agosti.[11]
- Fondo Angelini, raccoglie autografi, manoscritti e parte della corrispondenza[12] di Cesare Angelini (Albuzzano, 1886- Pavia, 1976), presbitero, scrittore e critico letterario, insegnò Lettere presso il seminario di Cesena e poi fu rettore del Collegio Borromeo dal 1939 al 1961.
- Fondo Antonicelli, che conserva diari, agende, saggi, discorsi, poesie (molte di esse inedite) e molto materiale sia di argomento letterario, sia politico[13] prodotto da Franco Antonicelli (Voghera, 1902- Torino, 1974), poeta, saggista e partigiano.

Alberto Arbasino (Voghera, 1930- Milano, 2020).

- Fondo Arbasino, donato a più riprese, tra il 1977 e il 1987 da Alberto Arbasino (Voghera, 1930- Milano, 2020), giornalista, scrittore, poeta e critico teatrale, conserva opere manoscritte e dattiloscritte dell’autore, oltre che gran parte della sua corrispondenza.[14]
- Fondo Bacchelli, conserva materiali riferiti ad alcuni romanzi storici[15] di Riccardo Bacchelli (Bologna, 1891- Monza, 1985), scrittore, drammaturgo, giornalista, traduttore e critico teatrale italiano, fra i principali autori di romanzi storici del Novecento.
- Fondo Bartolini, donato tra il 2006 e il 2007 dagli eredi di Elio Bartolini (Conegliano, 1922- Varmo, 2006), scrittore, saggista, poeta e partigiano, raccoglie manoscritti e dattiloscritti dell’autore e la sua corrispondenza.[16]
- Fondo Bellitani, raccoglie l’epistolario e materiali autografi[17] del poeta Umberto Bellitani (Gorgo di San Benedetto Po, 1914– San Benedetto Po, 1999).
- Fondo Bilenchi, contiene bozze, opere narrative e il ricco epistolario di Romano Bilenchi (Colle Val d'Elsa, 1909– Firenze, 1989), che fu scrittore e giornalista. Nel fondo si conserva anche un quaderno di Elio Vittorini.[18]
- Fondo Bona, donato a più riprese tra il 1986 e il 2016 da Gian Piero Bona (Carignano, 1926- Moncalieri, 2020), conserva epistole, manoscritti e autografi (alcuni dei quali inediti) del poeta scrittore piemontese.[19]
- Fondo Buffoni, donato da Franco Buffoni (Gallarate, 1948), poeta, traduttore e accademico, conserva non solo manoscritti, diari, dattiloscritti, registrazioni su nastro e materiali digitali dell’autore, ma anche libri, fotografie, il suo archivio personale e quello della sua famiglia e diverse opere d’arte.[20]
- Fondo Camerino, donato alla fine degli anni ’70 del XX secolo dalla moglie di Aldo Camerino (Venezia, 1901-1966), che fu un critico letterario, traduttore e scrittore, conserva la corrispondenza e materiali autografi dell’autore[21].
- Fondo Casella, conserva numerosi manoscritti, per lo più sulla letteratura italiana delle origini e su quella provenzale e spagnola, la raccolta epistolare e molto materiale bibliografico[22] di Mario Casella (Fiorenzuola d’Arda, 1886- Firenze, 1956), filologo, docente di Filologia Romanza presso l’Università di Firenze e accademico dei Lincei e della Crusca.
- Fondo Compagnone, donato tra il 2006 e il 2016 dalla moglie di Luigi Compagnone (Napoli, 1915- 1998), giornalista, scrittore, poeta e commediografo, conserva dattiloscritti, una raccolta epistolare, opere a stampa e album fotografici dell’autore[23].
- Fondo Cordelli, raccoglie dattiloscritti, manoscritti, materiali riguardo a un romanzo inedito e raccolte di saggi anch’essi non pubblicati[24] di Franco Cordelli (Roma, 1943), donati dall’autore nel 2018.
- Fondo Corti, formati da manoscritti, autografi, lettere, materiali fotografici e personali[25] della fondatrice del centro: Maria Corti (Milano, 1915- 2002).
- Fondo De Giorgi, il fondo contiene scritti, corrispondenza, fotografie, locandine e materiale a stampa[26] di Elsa De Giorgi (Pesaro, 1914- Roma, 1997), che fu attrice, regista e scrittrice. Molto ricca è la raccolta di lettere inviate alla De Giorgi da parte di personalità della cultura e politica italiana del secondo Novecento, come Italo Calvino, Pier Paolo Pasolini, Salvatore Quasimodo, Carlo Cassola, Cesare Zavattini, Emilio Cecchi, Goffredo Parise, Anna Banti, Gianna Manzini, Anna Maria Ortese, Raphael Alberti, Miguel Angel Asturias, Alessandro Blasetti, Mario Camerini, Federico Fellini, Luchino Visconti, Vittorio Gassman, Memo Benassi, Alberto Sordi, Silvio D'Amico, Renato Simoni, Giorgio Strehler, Giulio Carlo Argan, Carlo Ludovico Ragghianti, Pietro Nenni, Enrico Berlinguer, Nilde Iotti.[27]
- Fondo De Marchi, conserva autografi, corrispondenza, documenti e quaderni (alcuni dei quali riportano opere inedite) di Emilio De Marchi (Milano, 1851- 1901), poeta, scrittore e traduttore. Nel fondo si custodiscono anche fotografie e disegni dell’autore e della moglie e del figlio.[28]
- Fondo Erba, donato nel 2007 da Luciano Erba (Milano, 1922- 2010), poeta, critico letterario, traduttore, scrittore e docente di letteratura Francese presso l’Università Cattolica di Milano, il fondo contiene manoscritti, dattiloscritti, corrispondenza e alcune opere a stampe dell’autore.[29]
- Fondo Fallacara, giunto al centro nel 1990 per lascito, conserva manoscritti, dattiloscritti e missive[30] del poeta e scrittore Luigi Fallacara (Bari, 1890- Firenze, 1963).

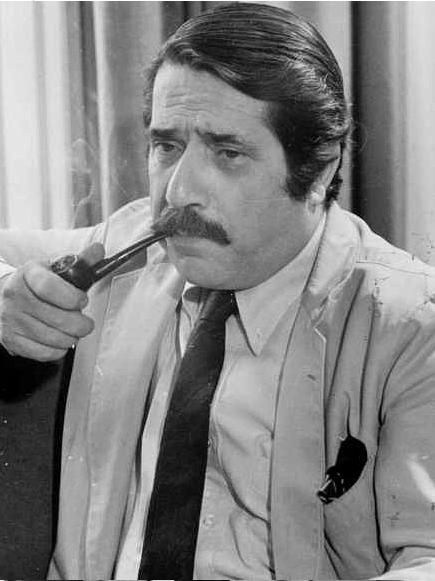
Ennio Flaiano (Pescara, 1910- Roma, 1972)

- Fondo Flaiano, conserva quaderni, taccuini, fascicoli manoscritti e dattiloscritti, fogli sparsi, appunti di opere non realizzate, corrispondenza, 16 disegni e volumi[31] di Ennio Flaiano (Pescara, 1910- Roma, 1972), sceneggiatore, scrittore, giornalista, umorista, critico cinematografico e drammaturgo italiano. Specializzato in elzeviri, Flaiano scrisse per Oggi, Il Mondo, il Corriere della Sera e altre testate. Lavorò a lungo con Federico Fellini, con cui collaborò ampiamente ai soggetti e alle sceneggiature dei suoi più celebri film.
- Fondo Gallian, donato nel 2002 dagli eredi di Marcello Gallian (Roma, 1902- 1968), scrittore, giornalista, drammaturgo e pittore, conserva un’ingente mole di manoscritti, dattiloscritti, taccuini, documenti personali e fotografie dell’autore.[32]
- Fondo Gatto, conserva documentazione, manoscritta e dattiloscritta, epistolario, articoli, volumi, disegni, acquerelli, tele e fotografie[33] di Alfonso Gatto (Salerno, 1909- Orbetello, 1976), poeta, scrittore, pittore, critico d'arte, critico letterario.
- Fondo Giuliani, raccoglie l’archivio[34] di Alfredo Giuliani (Mombaroccio, 1924- Roma, 2007), poeta, critico letterario, scrittore e docente di Letteratura italiana moderna e contemporanea presso il DAMS dell'Università di Bologna, e dal 1980 al 1995 presso la Facoltà di Lettere dell'Università di Chieti come professore ordinario.
- Fondo Guarnieri, donato tra il 1996 e il 2010 dagli eredi di Silvio Guarnieri (Feltre 1910- Treviso, 1992), critico letterario e scrittore, conserva la corrispondenza, documenti e fotografie dell’autore.[35]

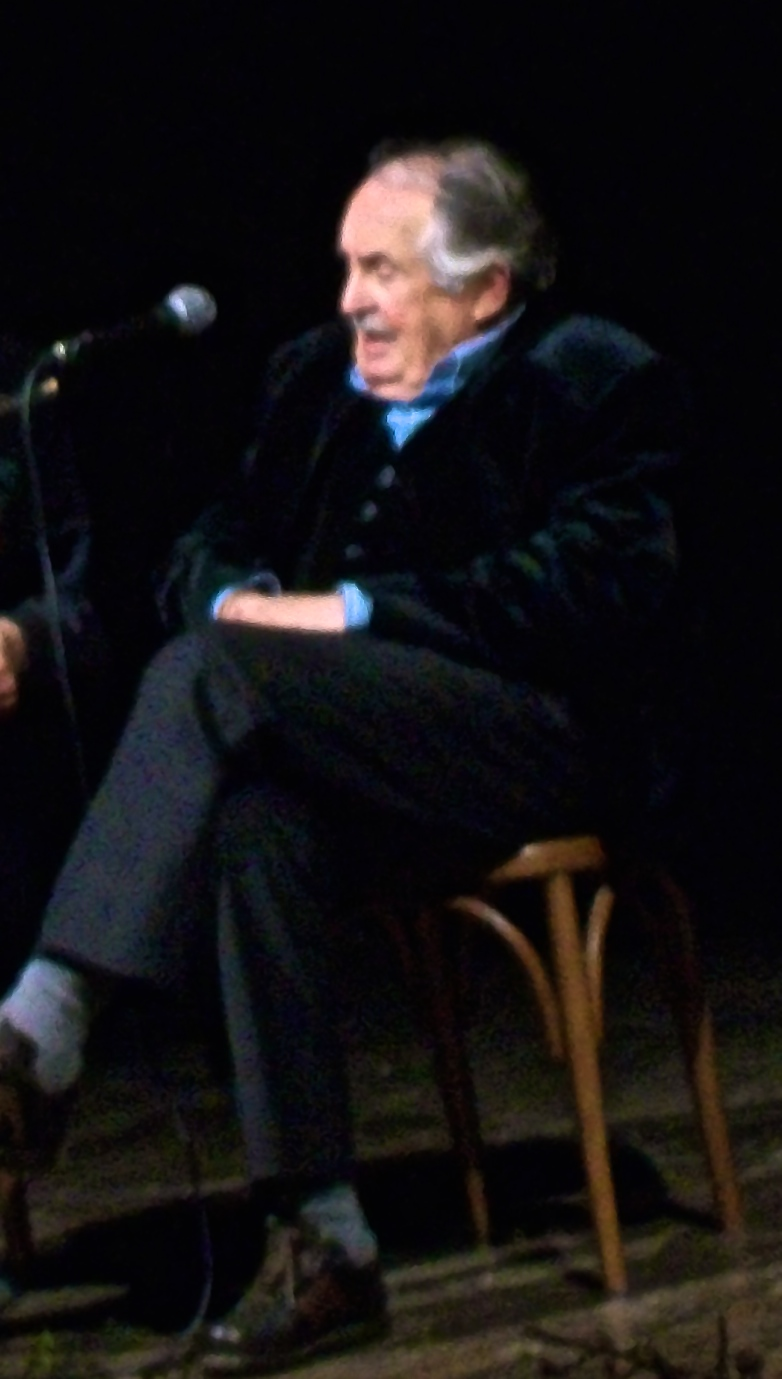
Tonino Guerra (Santarcangelo di Romagna, 1920- 2012)

- Fondo Guerra, custodisce manoscritti, dattiloscritti, opere grafiche, edizioni postillate[36] di Tonino Guerra (Sant’Arcangelo di Romagna, 1920- 2012), poeta, scrittore e sceneggiatore.
- Fondo Lombardi, giunto al centro tra il 1996 e il 2005 per lascito degli eredi di Germano Lombardi (Oneglia, 1925- Parigi, 1992), scrittore, tra i fondatori del Gruppo 63, conserva manoscritti e dattiloscritti, ma anche materiale a stampa, fotografie e diapositive, disegni, musicassette dell’autore.[37]
- Fondo Longhi, raccoglie l’epistolario, documenti, taccuini e fotografie[38] di Roberto Longhi (Alba, 1890- Firenze, 1970), storico dell'arte, critico d'arte e docente di storia dell'arte prima presso l'Università di Bologna (dove insegnò, tra gli altri, ad Attilio Bertolucci e a Pier Paolo Pasolini, influenzandone la formazione estetica) poi in quella di Firenze, dove fu il professore anche di Carla Lonzi.

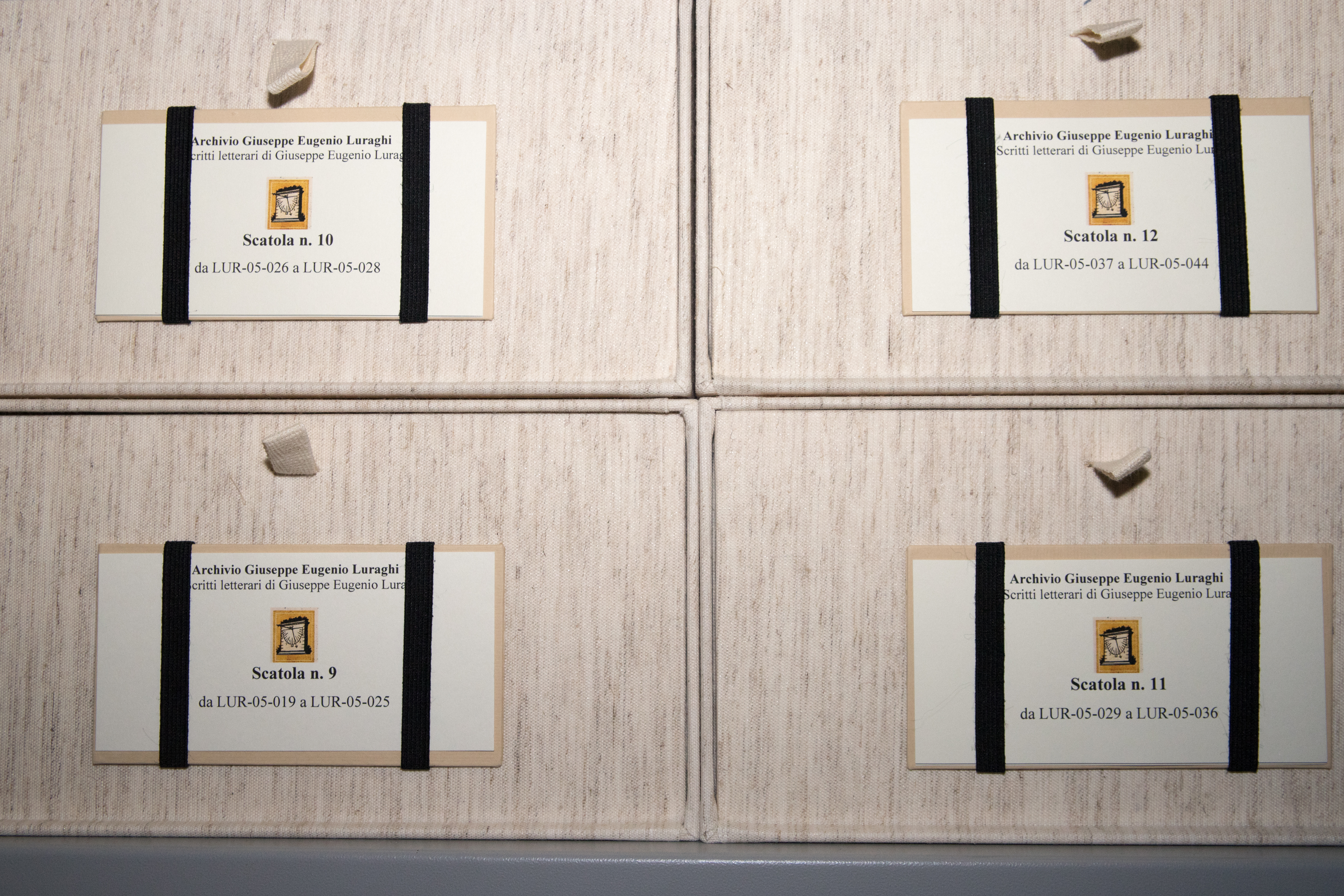
Alcuni faldoni del Fondo Luraghi.

- Fondo Luraghi, donato nel 2002 dagli eredi di Giuseppe Eugenio Luraghi (Milano, 1905- 1991), dirigente d'azienda italiano, nonché editore e scrittore italiano, noto principalmente per essere stato presidente dell'Alfa Romeo. Il centro conserva la parte “culturale” dell’archivio di Luraghi, mentre quella “economica” fu depositata presso l’Università Bocconi. Il fondo custodisce manoscritti, dattiloscritti, opere letterarie e corrispondenza dell’autore.[39]
- Fondo Magris, giunto al centro, tra il 1988 e il 2005, per dono di Claudio Magris (Trieste, 1939), scrittore, saggista, traduttore, docente presso l'Università François-Rabelais di Tours e (tra il 1994 e il 1996) senatore. Il fondo contiene materiali autografi relativi alla stesura di alcune opere letterarie dell’autore.[40]
- Fondo Manganelli, raccoglie l’archivio di Giorgio Manganelli (Milano, 1922- Roma, 1990), scrittore, traduttore, giornalista, critico letterario, curatore editoriale. In esso sono confluiti l’archivio, manoscritti e dattiloscritti delle sue opere, documenti personali, quaderni, traduzioni e fotografie.[41]
- Fondo Meneghello, donato, tra il 1983 e il 2001, da Luigi Meneghello (Malo, 1922- Thiene, 2007), partigiano, scrittore e docente di Letteratura Italiana presso l’Università di Reading, conserva manoscritti e dattiloscritti delle sue opere, alcune delle quali inedite, appunti, note linguistiche, documenti personali e un fittissimo epistolario.[42]
- Fondo Menicanti, giunto al centro per lascito degli eredi di Daria Menicanti (Piacenza, 1914- Mozzate, 1995), poetessa, insegnante e traduttrice, contiene manoscritti delle sue opere poetiche e il ricco epistolario dell’autrice.[43]
- Fondo Mignosi, conserva la corrispondenza di Pietro Mignosi (Palermo, 1895- Milano, 1937), insegnante, docente presso l’Università Cattolica di Milano, giornalista e critico letterario, con mittenti italiani e stranieri, tra i quali: Giuseppe Antonio Borgese, Ada Negri, Piero Bargellini, Bonaventura Tecchi, Giuseppe Ravegnani, Luigi Fallacara, Diego Valeri, Radó Antal, Maurice Blondel, Marcel Brion, Daniel Rops, Jacques Maritain.[44]
- Fondo Milani, donato tra il 1996 e il 2006, da Mino Milani (Pavia, 1928), giornalista, scrittore, fumettista e storico, contiene manoscritti e dattiloscritti relativi alla produzione letteraria e la corrispondenza dell'autore.[45]

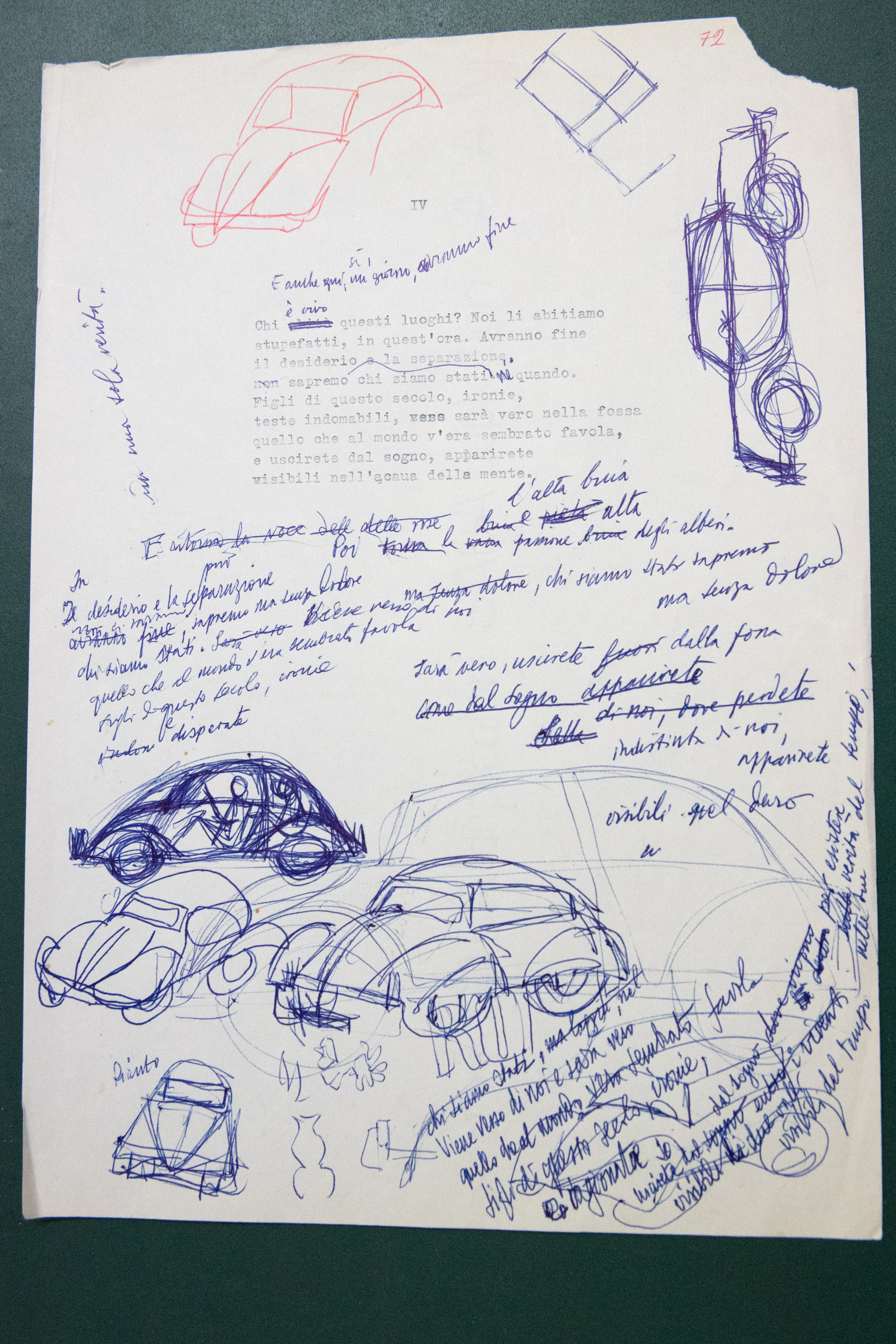
Foglio di Eugenio Montale.

- Fondo Montale, conserva l’archivio di Eugenio Montale (Genova, 1896- Milano, 1981), poeta, scrittore, traduttore, giornalista, critico musicale, critico letterario, politico e pittore. Il fondo contiene manoscritti, dattiloscritti, quaderni, corrispondenza e disegni dell’autore. All’interno del centro è stata creata anche una “sala montaliana” dove sono custoditi alcuni cimeli, opere d’arte e arredi appartenuti a Montale.[46]
- Fondo Montanelli, giunto al centro nel 1991 per donazione di Indro Montanelli (Fucecchio, 1909- Milano, 2001), giornalista e scrittore, è formato dai diari (che coprono un arco cronologico che va dal 1933 al 1978), dattiloscritti (minute di articoli, biografie, epitaffi scherzosi e ironici scritti insieme a Leo Longanesi) e la corrispondenza dell’autore. La corrispondenza tra Indro Montanelli e la moglie Colette Rosselli non è consultabile, mentre l’accesso ai diari è consentito solo dietro l’autorizzazione dell’erede di Indro Montanelli.[47]
- Fondo Morselli, donato nel 1994 dagli eredi di Guido Morselli (Bologna, 1912- Varese, 1973), scrittore, conserva manoscritti e dattiloscritti riguardanti le opere edite, e anche alcune inedite, dell’autore, oltre alla sua corrispondenza.[48]
- Fondo Ottieri, contiene l’archivio privato di Ottiero Ottieri (Roma, 1924- Milano, 2002), scrittore, sociologo e traduttore, formato da manoscritti, dattiloscritti, opere letterarie inedite, diari, fotografie e la corrispondenza dell’autore[49].
- Fondo Palmery, giunto al centro nel 2017 per lascito degli eredi di Gianfranco Palmery (Roma, 1940- 2013), poeta, saggista e traduttore, conserva l’archivio privato e la corrispondenza dell’autore e l’archivio della rivista “Arsenale” (1984- 1987), diretta da Palmery.[50]
- Fondo Pansa, pervenuto centro nel 2021 conserva materiale sia riferito all'attività di scrittore sia di giornalista di Giampaolo Pansa (Casale Monferrato 1935-Roma 2020).[51]

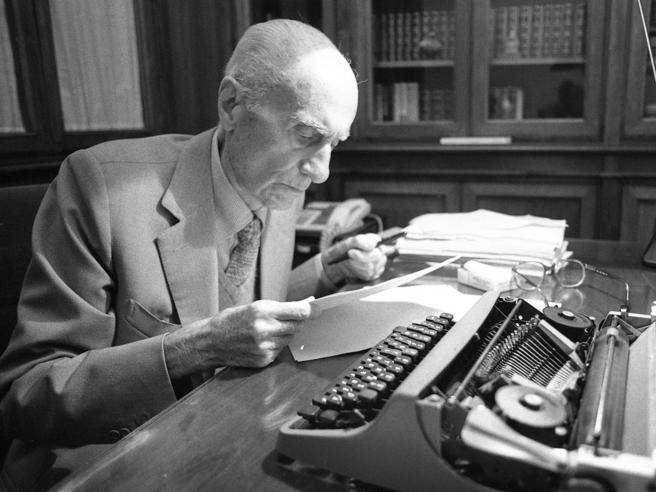
Indro Montanelli (Fucecchio, 1919- Milano, 2001).

- Fondo Pentich, donato nel 2013 da Graziana Pentich (Trieste, 1920- Roma, 2013), pittrice, scrittrice e poetessa, conserva diari, quaderni, manoscritti, dattiloscritti, fotografie e disegno dell’autrice.[52]
- Fondo Petroni, raccoglie il vasto epistolario di Guglielmo Petroni (Lucca, 1911- Roma, 1993), scrittore e pittore, indirizzato a scrittori e critici, quali Riccardo Bacchelli, Giorgio Caproni, Alfonso Gatto, Giovanni Comisso, Gianfranco Contini, Giorgio Bassani, Libero De Libero, Carlo Emilio Gadda, Eugenio Montale, Aldo Palazzeschi, Mino Maccari, Vittorio Sereni, Mario Tobino ed Elio Vittorini.[53]
- Fondo Piemontese, donato nel 2017 da Felice Piemontese (Monte Sant’Angelo, 1942), scrittore, giornalista e poeta, è formato da una raccolta di 192 lettere.[54]
- Fondo Pomilio, giunto al centro tra il 1999 e il 2014 tramite donazione degli eredi di Mario Pomilio (Orsogna, 1921- Napoli, 1990), scrittore, saggista e giornalista, è formato dall’archivio privato dell’autore e conserva manoscritti, dattiloscritti, opere edite e inedite, appunti, documenti personali e corrispondenza di Mario Pomilio.[55]

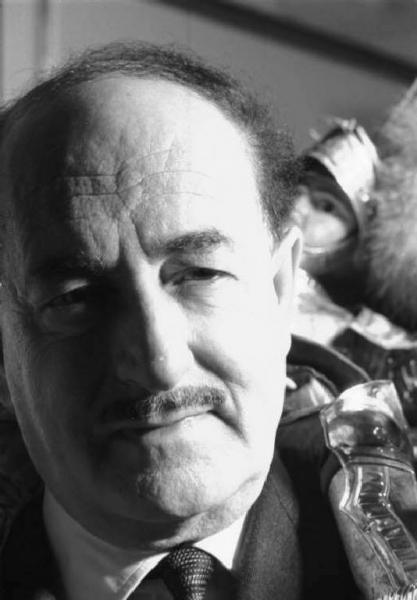
Salvatore Quasimodo (Modica, 1901- Napoli, 1968), fotografia di Federico Patellani.

- Fondo Quasimodo, donato al centro tra il 1981 e il 1997 dagli eredi di Salvatore Quasimodo (Modica, 1901 – Napoli, 1968), poeta e traduttore italiano, esponente di rilievo dell'ermetismo, custodisce manoscritti e dattiloscritti (soprattutto di poesia e traduzioni) dell’autore, il suo epistolario e molte opere a stampa.[56]
- Fondo Rea, raccoglie l’archivio privato di Domenico Rea (Napoli, 1921- 1994), scrittore e giornalista, formato da diari, appunti, quaderni, fotografie e dalla corrispondenza dell’autore con personaggi di spicco del mondo culturale e politico italiano, quali Corrado Alvaro, Luciano Anceschi, Giulio Andreotti, Anna Banti, Giuseppe Berto, Carlo Betocchi, Alberto Bevilacqua, Libero Bigiaretti, Carlo Cassola, Libero De Libero, Francesco Flora, Roberto Longhi, Sofia Loren, Claudio Magris, Gianna Manzini, Eugenio Montale, Anna Maria Ortese, Alessandro Parronchi, Luigi Santucci, Vittorio Sereni ed Elio Vittorini.[57]
- Fondo Rigoni Stern, donato tra il 1991 e il 1995 da Mario Rigoni Stern (Asiago, 1921- 2008), militare e scrittore, contiene le stesure manoscritte e dattiloscritte di diverse sue opere, come Il sergente nella neve o Uomini, boschi e api.[58]
- Fondo Rossato, conserva quaderni, manoscritti, dattiloscritti e l’epistolario (1916- 1942) di Arturo Rossato (Vicenza, 1882- Milano, 1942), giornalista, commediografo e librettista, con poeti, scrittori, musicisti e politici, tra i quali: Sem Benelli, Massimo Bontempelli, Antonio Fogazzaro, Ada Negri, Margherita Sarfatti, Franco Alfano, Pietro Mascagni, Riccardo Zandonai e Benito Mussolini.[59]

Mario Rigoni Stern (Asiago, 1921 -2008).

- Fondo Rosselli, giunto al centro tra il 1988 e 1996 per lascito degli eredi di Amelia Rosselli (Parigi, 1930- Roma, 1996), poetessa, organista ed etnomusicologa italiana che ha fatto parte della "generazione degli anni trenta", il fondo conserva manoscritti, dattiloscritti, documenti personali, fotografie e 98 opere tra dipinti e disegni su carta dell’autrice.[60]
- Fondo Ruffato, custodisce manoscritti, dattiloscritti e la corrispondenza[61] del poeta Cesare Ruffato (San Michele delle Badesse, 1924- Padova, 2018).
- Fondo Saba, acquisto dal tra centro a più riprese tra il 1984 e il 1991, raccoglie manoscritti e dattiloscritti di prosa e poesia, esemplari a stampa, riviste e la corrispondenza (1905- 1957[62]) di Umberto Saba (Trieste, 1883- Gorizia, 1957), poeta, scrittore e aforista.

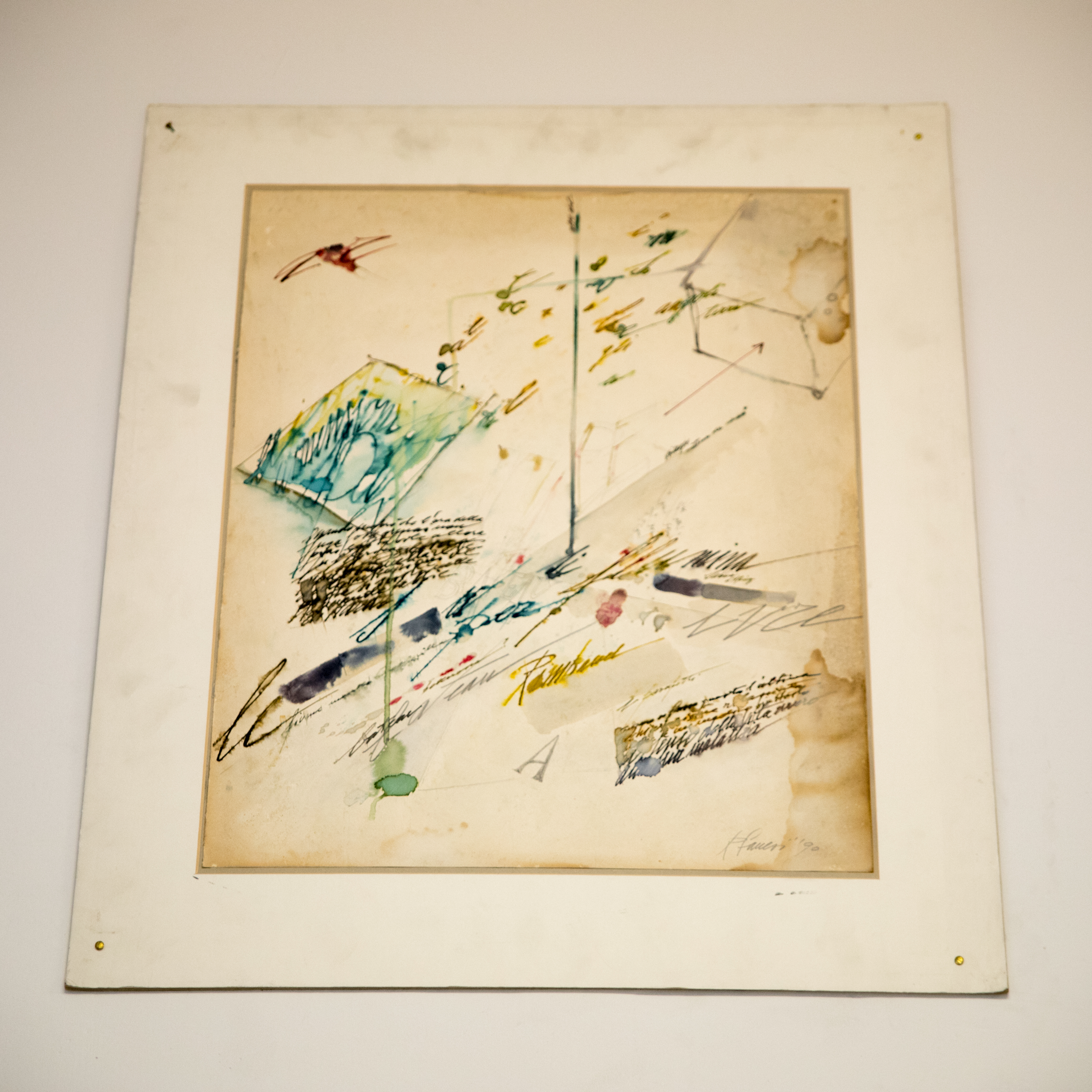
Uno dei disegni di Roberto Sanesi.

- Fondo Sanesi, donato tra il 2006 e il 2015 dagli eredi di Roberto Sanesi (Milano, 1930- 2001), critico d'arte, critico letterario, poeta, traduttore, storico della letteratura, direttore artistico, saggista e docente all'Accademia di belle arti di Urbino, Venezia, Verona e per 34 anni "Storia dell'arte" e "Letteratura comparata" all'Accademia di belle arti di Brera. Il fondo contiene manoscritti, dattiloscritti, corrispondenza, fotografie e alcune opere d’arte dell’autore.[63]
- Fondo Santucci, giunto al centro tramite donazione degli eredi di Luigi Santucci (Milano, 1918- 1999), scrittore, poeta e commediografo, ritenuto dalla critica il principale narratore milanese della seconda metà del Novecento, conserva manoscritti, dattiloscritti e bozze di stampa di prosa narrativa e saggistica e opere giovanili dell’autore.[64]
- Fondo Spaziani, donato nel 1979 da Maria Luisa Spaziani (Torino, 1922- Roma, 2014), poetessa, traduttrice e aforista, conserva manoscritti e dattiloscritti relativi all’attività poetica dell’autrice e la sua corrispondenza.[65]
- Fondo Spinella, depositato nel 2013 dal comune di Suzzara, al quale furono lasciati l’archivio e la biblioteca di Mario Spinella (Varese, 1918- Milano, 1994), scrittore, giornalista e intellettuale, comprende materiale manoscritto e dattiloscritto di argomento letterario e politico e la corrispondenza dell’autore.[66]
- Fondo Terracini, raccoglie l’archivio personale e la corrispondenza[67] di Benvenuto Terracini (Torino, 1886- 1968), linguista, glottologo, docente di Glottologia e Storia della Lingua Italiana presso le università di Cagliari, Padova e Torino e accademico dei Lincei e della Crusca.
- Fondo Vergani, donato nel 2003 dagli eredi di Orio Vergani (Milano, 1898- 1960), giornalista, fotografo e scrittore italiano, considerato il primo fotoreporter italiano, custodisce la corrispondenza e l’archivio privato dell’autore.[68]
- Fondo Vigolo, giunto al centro nel 2002 tramite donazione degli eredi di Giorgio Vigolo (Roma, 1894- 1983), scrittore, il fondo conserva taccuini, manoscritti, corrispondenza, fotografie e disegni dell’autore.[69]
- Fondo Zanzotto, custodisce manoscritti e dattiloscritti[70] di Andrea Zanzotto (Pieve di Soligo, 1921- Conegliano, 2011), poeta tra i più significativi della seconda metà del Novecento.

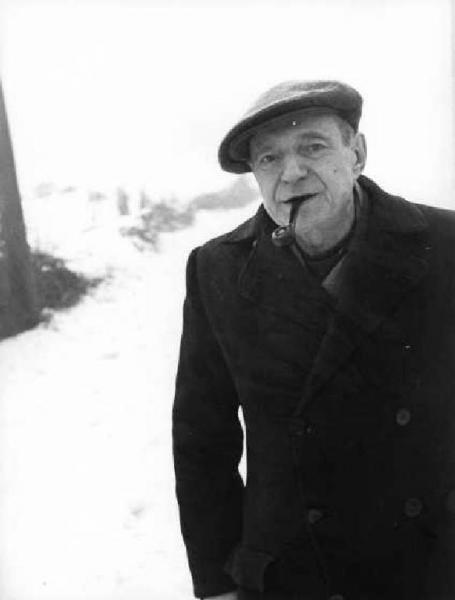
Umberto Saba (Trieste, 1883- Gorizia, 1957), fotografia di Federico Patellani

- Fondo Zardi, donato nel 1999 dagli eredi di Federico Zardi (Bologna, 1912- Roma, 1971), drammaturgo, sceneggiatore, giornalista e critico, ricordato per essere stato l'autore di due fortunatissimi sceneggiati televisivi degli anni sessanta. Il fondo conserva materiale manoscritto, dattiloscritto, iconografico, fotografie, documenti dell’autore.[71]

## Le Biblioteche d'Autore
Oltre ai fondi archivistici, il centro custodisce anche sei importanti biblioteca d’autore:

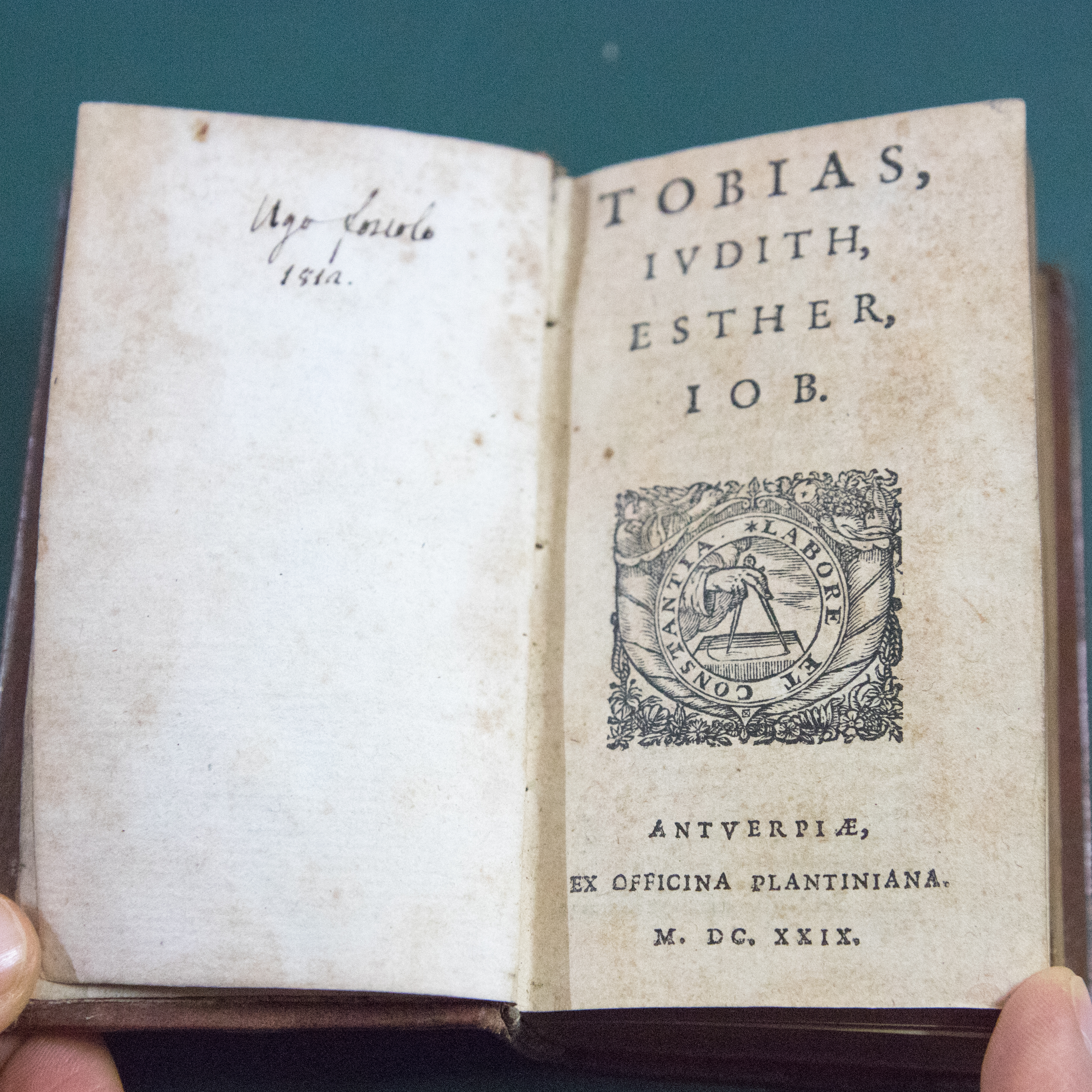
Volume appartenuto a Ugo Foscolo.

- Biblioteca di Maria Corti, costituita da circa 8.300 volumi (63 dei quali editi tra il XVI e il XIX secolo), principalmente di poesia, narrativa contemporanea e saggistica, molti dei quali sono prime edizioni.[72]
- Biblioteca di Alfredo Giuliani, formata da oltre 16.500 volumi (molti di essi rari o a tiratura limitata), spesso dotati di dediche autografe, prevalentemente di argomento letterario, filosofico o di psicologia, e 350 testate di periodici.[73]
- Biblioteca di Giorgio Manganelli, il cui patrimonio librario ammonta a circa 15.000 volumi, 200 dei quali antichi, rari, prime edizioni o postillati, la biblioteca rispecchia la vastità e la varietà di interessi di Giorgio Manganelli, vi sono infatti volumi di letteratura (principalmente italiana, inglese e statunitense), ma anche opere di storia dell’arte, musica, storia, filosofia, psicologia, sociologia, antropologia, storia delle religioni e politica.[74]

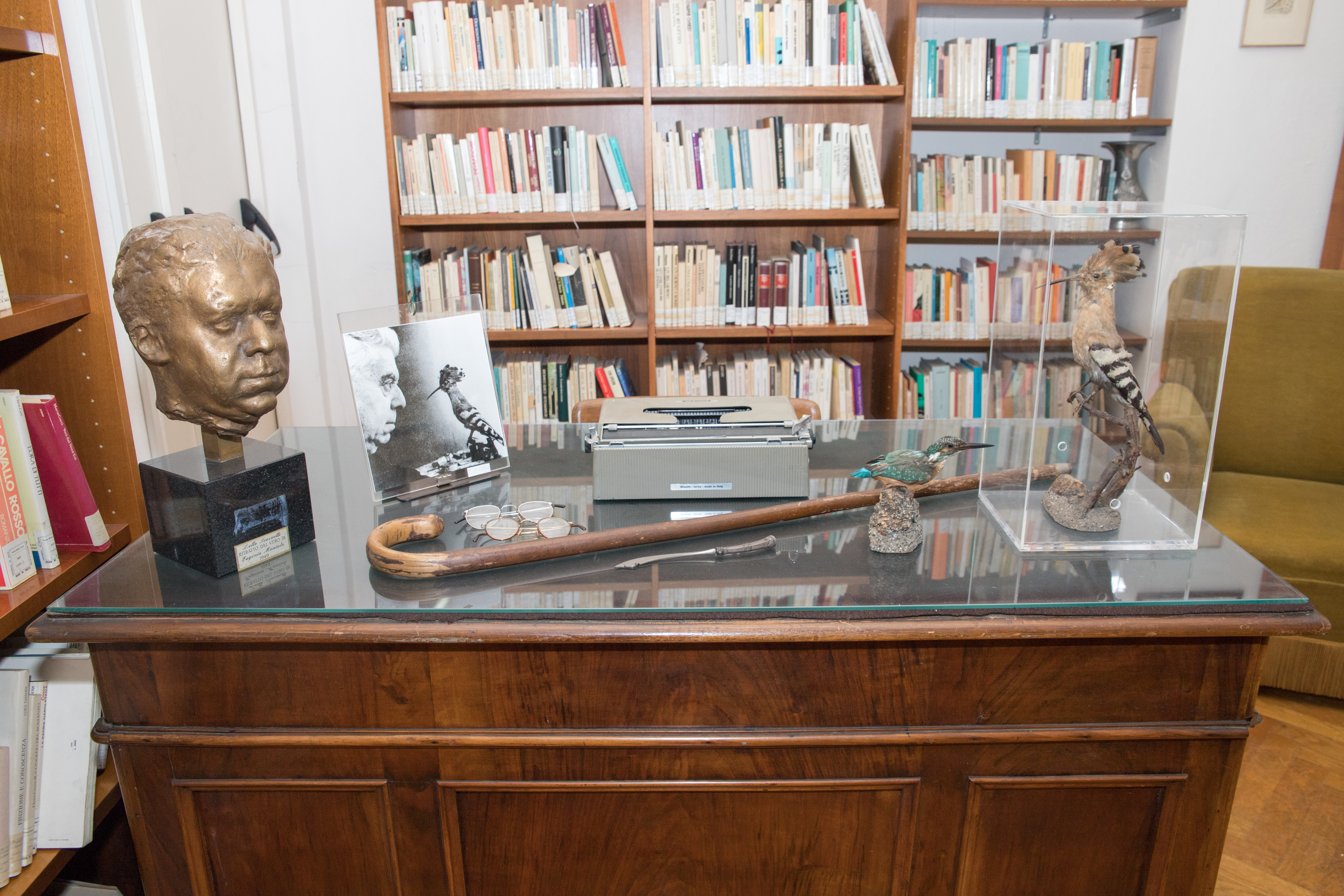
La scrivania di Eugenio Montale con alcuni suoi oggetti personali.

- Biblioteca di Eugenio Montale e Gina Tiossi, raccoglie più di 400 volumi appartenuti al poeta, molte di esse sono prime edizioni o traduzioni effettuate da Montale, spesso volumi rari o a tiratura limitata.[75]
- Biblioteca di Arturo Rossato, costituita da 95 volumi, libretti, e spartiti musicali appartenuti all’autore.[76]
- Biblioteca di Roberto Sanesi, conserva circa 6.500 volumi e 430 periodici principalmente di letteratura anglo-americana, di storia dell’arte (soprattutto contemporanea) e sulla teoria e tecnica della traduzione.[77]